# Lieferantenerklärung
Eine Lieferantenerklärung (LE) ist ein Nachweis über den präferenzrechtlichen Ursprung einer importierten Ware. Sie wird vom Exporteur als Nachweis für die Ausstellung und Beantragung eines Präferenznachweises (Warenverkehrsbescheinigung EUR.1, EUR.2 oder einer Ursprungserklärung auf einem Handelsdokument) benötigt. Ein solcher Nachweis kann die Gewährung von Präferenzzollsätzen für Waren aus Staaten und Staatengruppen ermöglichen, die über ein Präferenzabkommen mit der Europäischen Gemeinschaft verfügen.
Rechtsgrundlage für die Ausstellung einer Lieferantenerklärung ist die Verordnung (EG) Nr. 1207/2001 des Rates vom 11. Juni 2001. Teilweise wurde diese Verordnung durch die Verordnung (EG) Nr. 1617/2006 und die Verordnung (EG) Nr. 75/2008 geändert.

## Arten
Generell ist zwischen Lieferantenerklärung für Waren mit Präferenzursprungseigenschaft und Lieferantenerklärung für Waren ohne Präferenzursprungseigenschaft zu unterscheiden, wobei es sich bei der Mehrzahl der in der Praxis ausgestellten Lieferantenerklärungen um Ersteres handelt. LE für Waren mit Präferenzursprungseigenschaft dokumentieren und bestätigen dem Empfänger die Ursprungseigenschaft einer Ware gemäß einer in der Gemeinschaft unterhaltenen Präferenzregelung. Folglich muss immer auch die Präferenzregelung, die die Waren als Ursprungswaren charakterisiert, in der Erklärung mit angegeben werden. Sind die Ursprungskriterien erfüllt, können auch mehrere Präferenzregelungen angegeben werden.
Die Lieferantenerklärung gibt es in Form einer Einzel-Lieferantenerklärung (die Ursprungseigenschaft der Waren gilt nur für eine einzige Sendung) oder in Form einer Langzeit-Lieferantenerklärung (LLE), die dem Empfänger der Waren die Ursprungseigenschaft für alle die Sendungen bestätigt, die er von seinem Lieferanten innerhalb eines Jahres erhalten hat. Grundlage einer solchen LLE ist die regelmäßige Warenlieferung an einen bestimmten Kunden, die hinsichtlich der Präferenzursprungsregeln über einen längeren Zeitraum konstant bleibt. Folge davon ist, dass sich der Lieferant durch die Abgabe einer LLE dazu verpflichtet, den Käufer umgehend zu informieren, sollten sich die Präferenzursprungsregeln für diese Ware ändern (Vgl. Art. 4 VO (EG) 1207/2001). Verweise auf die Nachreichung von Einzeldokumenten (Lieferscheine, Rechnungen u. a.) sind nicht möglich, ebenso wenig wie die Verwendung von Ausschlussklauseln. Wegen dieser Hindernisse treten Langzeit-Lieferantenerklärungen immer mehr in den Hintergrund.

## Form
LE unterliegen keinen besonderen Ausgestaltungserfordernissen, d. h., es besteht keine Pflicht zur Verwendung von Vordrucken (wohl ist dies aber zulässig). LE können auf der Rechnung, einem zu einer Rechnung gehörenden Lieferschein oder einem sonstigen Handelspapier abgegeben werden (Art. 3 VO (EG) Nr. 1207/2001). Beachtet werden muss allerdings, dass der Wortlaut der LE verbindlich in der VO 1207/2001 vorgegeben ist. Dies bedeutet, dass selbst bei den kleinsten sprachlichen Abwandlungen die Anerkennung verweigert werden kann.
Gemäß den Formerfordernissen des Art. 5 III VO (EG) Nr. 1207/2001 müssen Lieferantenerklärung grundsätzlich im Original unterzeichnet werden. Eine Ausnahme ergibt sich, wenn die folgenden Voraussetzungen kumuliert erfüllt sind: die LE muss mit dem Computer erstellt sein, der für die Abgabe der Erklärung Verantwortliche ist anhand entsprechender Angaben identifizierbar und der Lieferant verpflichtet sich gegenüber dem Käufer schriftlich zur Übernahme der vollen Haftung für jede abgegebene Lieferantenerklärung.

## Folgen
Grundsätzlich gilt zwar, dass es keine gesetzliche Verpflichtung zur Ausstellung einer Lieferantenerklärung gibt, wird aber eine Lieferantenerklärung abgegeben, so trägt der Aussteller die Verantwortung für die Richtigkeit seiner abgegebenen Erklärung gegenüber dem Empfänger und den Zollbehörden. Wurden falsche Angaben gemacht, kann dies verschiedene Konsequenzen nach sich ziehen:
- Steuerrechtlich kann ein ausgestellter Präferenznachweis zurückgezogen werden und die Ware muss im Einfuhrstaat nachträglich verzollt werden.
- Strafrechtlich kann eine Mitwirkung an einer Steuerstraftat oder Steuerordnungswidrigkeit nach der Abgabenordnung vorliegen.
- Zivilrechtlich verpflichtet sich der Lieferant gegenüber dem Empfänger eine Präferenzursprungsware zu liefern, d. h., es liegt eine „zugesicherte Eigenschaft“ vor. Fehlt diese Zusicherung, ist die gelieferte Ware mangelhaft (Ansprüche des Käufers, § 437 BGB) und der Exporteur wird -sollte der Käufer einen Schaden erleiden- ersatzpflichtig.

Bei einer LE für Waren mit Präferenzursprungseigenschaft ist es daher äußerst ratsam das Zustandekommen eines solchen Ursprungs belegen zu können. Kann die jeweilige Ursprungseigenschaft nicht im eigenen Unternehmen begründet werden, so bildet eine Lieferantenerklärung des Vorlieferers die Grundlage für die eigene LE.

## Verwendung für grenzüberschreitende Warenlieferungen
Die von der Gemeinschaft eingeführten Präferenzregelungen ermöglichen teilweise auch die Verwendung von Lieferantenerklärung für grenzüberschreitende Warenlieferungen. Ziel ist es, dass Ursprungswaren aus allen Vertragsstaaten (s. unten) im Warenverkehr untereinander zollbegünstigt gehandelt werden. Die sogenannten Kumulierungsbestimmungen treten hier in den Vordergrund.
Kumulierung im Präferenzrecht verweist bei der Herstellung einer Ware auf die fortgeführte ursprungsbegründende Verarbeitung von Vormaterialien, die ihren Ursprung in Abkommenstaaten der Paneuropa-Mittelmeer-Zone (PAN-EURO-MED-Zone) haben. Die Kumulierung kann (muss jedoch nicht) zur Anwendung kommen, wenn der Ursprung einer Ware nicht durch eine ausreichende Verarbeitung laut Ursprungsprotokoll in einem Vertragsstaat erreicht wird.
Im Präferenzrecht wird zwischen dem System der Paneuropäischen (Ursprungs-)Kumulierung und der PAN-EURO-MED-Kumulierung unterschieden. Ersteres brachte die EU im Jahre 1997 zwischen den mittel- und osteuropäischen Ländern (MOEL), den baltischen Staaten, den EFTA-Staaten sowie beschränkt der Türkei auf den Weg. Letzteres beschreibt eine in der Umsetzung befindliche, europäische Freihandelszone unter Einbeziehung der Mittelmeerländer (Algerien, Ägypten, Island, Jordanien, Libanon, Marokko, Palästinensische Gebiete, Syrien und Tunesien sowie die Färöer-Inseln).
Wie vor der Einführung der PAN-EURO-MED-Zone sehen die Paneuropaabkommen eine Kumulierung mit Ursprungswaren aus den Abkommenstaaten vor. Zudem muss dem Warenempfänger mitgeteilt werden, ob eine Kumulierung stattgefunden hat oder nicht. Voraussetzung für die Teilnahme an der PAN-EURO-MED-Kumulierung ist, dass das Land der Endfertigung, das Bestimmungsland und alle am Erwerb der Ursprungseigenschaft beteiligten Länder dieselben Ursprungsregeln auf den Weg gebracht haben.
In der Praxis bedeutet dies, dass neben den bisher bekannten Präferenznachweisen (EUR.1 und EUR. 2) die Warenverkehrsbescheinigung EUR-MED bzw. die Ursprungserklärung auf der Rechnung EUR-MED eingeführt wurden. Der neue Vordruck unterscheidet sich durch ein zusätzliches Feld, das angibt, ob eine Kumulierung stattgefunden hat oder nicht. Haben Waren ohne Anwendung der Kumulierung ihren Ursprung in einem Abkommenstaat erlangt und werden diese nur bilateral gehandelt, so ist weiterhin die Ausstellung einer klassischen EUR.1 möglich. Bezogen auf die PAN-EURO-MED-Kumulierung müssen LE immer einen entsprechenden Kumulierungsvermerk des Vorlieferanten aufweisen. Dieser Kumulierungsvermerk besagt, ob der in der jeweiligen LE ausgewiesene Ursprung durch Kumulierung nach einem Paneuropa-Mittelmeer-Ursprungsprotokoll erlangt wurde und wenn ja, welche Länder daran beteiligt waren. Fehlt der entsprechende Vermerk, lehnen die Zollstellen die Ausstellung eines Präferenznachweises EUR-MED ab. Zukünftig sollte man damit rechnen, dass Kumulierungsvermerke von anderen Ländern stets gefordert werden. Es empfiehlt sich daher grundsätzlich solche Vermerke (mit und ohne Kumulierung) anzubringen.

## Vorgehen
Grundsätzlich sollte beachtet werden, dass Präferenzregeln immer nur im Verhältnis zum jeweiligen Abkommenspartner gelten, d. h., im Voraus sollte unbedingt geprüft werden, ob überhaupt ein Abkommen besteht (dies kann man z. B. auf den Internetseiten des deutschen Zolls überprüfen). Zudem sind lediglich solche Waren präferenzberechtigt, die von der jeweiligen Präferenzregelung erfasst werden und die darin festgelegten Ursprungsregeln erfüllen. Wichtig dabei ist die korrekte Einreihung der Waren in den Zolltarif. Dazu kann ein umfassendes Informationssystem auf den Seiten des Zolls abgerufen werden.
Zur Vereinfachung und zur besseren Übersicht über die einzelnen Kumulierungsmöglichkeiten der jeweiligen Länder, veröffentlicht die EU regelmäßig eine Matrix zum Stand der Paneuropa-Mittelmeer-Kumulierung. Die aktuelle Matrix stammt vom Mai 2011.